# Kalliokari (ö i Kymmenedalen, Kotka-Fredrikshamn, lat 60,32, long 26,75)
Kalliokari är en ö i Finland. Den ligger i Finska viken och i kommunen Pyttis i den ekonomiska regionen  Kotka-Fredrikshamn i landskapet Kymmenedalen, i den södra delen av landet. Ön ligger omkring 18 kilometer sydväst om Kotka och omkring 99 kilometer öster om Helsingfors.
Öns area är 1,2 hektar och dess största längd är 200 meter i nord-sydlig riktning.